# Kolárovo
Kolárovo (do roku 1948 Guta, maďarsky Gúta) je město na jižním Slovensku, v okrese Komárno v Nitranském kraji. Žije v něm přibližně 10 tisíc obyvatel.

## Historie
Okolí dnešního Kolárova bylo podle archeologických nálezů obydleno již v 8.–5. století před naším letopočtem (v období halštatské kultury). Starobylé dokumenty svědčí o tom, že místo osídlení se během staletí vícekrát měnilo.
První písemná zmínka z roku 1268 jmenuje osadu, která ležela u levého břehu Váhu a u řeky Nitry, jako Kis Guta; ta během své existence několikrát změnila název (Stará Gúta, Velká Gúta, Malá Gúta). Obec v této době byla v rukou ostřihomského arcibiskupa. V katastru obce stál v minulosti Žabí hrad (Békavár), podle některých pramenů se nazýval také Békevár (Hrad míru); v 16. století byl hrad přestavěn a pevnost. Obec se od roku 1551 vyvíjela jako opevněné tržní městečko s právem trhu. 
Do roku 1918 (provizorní hranice ČSR), resp. 1920 (podle Trianonské smlouvy) bylo město součástí Uherska. V letech 1938 až 1945 bylo město kvůli první vídeňské arbitráži součástí Maďarska. 
V roce 1954 byla z území města vyčleněna obec Dedina Mládeže.

## Přírodní poměry
Město se nachází v Podunajské rovině, na soutoku řek Malý Dunaj a Váh, cca 25 km od Komárna a cca 20 km od Nových Zámků.

## Části města
Kolárovo má šest částí:
- Částa
- Čierny Chrbát
- Kolárovo
- Kráľka
- Pačérok
- Veľká Gúta
- Veľký Ostrov

## Pamětihodnosti
- Římskokatolický kostel Panny Marie Nanebevzaté, vybudovaný v letech 1723 až 1724 v barokním stylu na místě, kde dřvíve stála středověká stavba, která v roce 1715 vyhořela. Na hlavním oltáři je obraz Nanebevzetí Panny Marie od Ferdinanda Lütgerndorffa z roku 1832.
- Římskokatolická kaple svaté Rozárie z poloviny 18. století.
- Vodní mlýn,[7] rekonstrukce typického plovoucího mlýna, dřevěná stavba se sedlovou střechou pokrytou šindelem, z roku 1980, postavená podle zaniklého lodního mlýna v Radvani nad Dunajem. Je umístěn na mrtvém rameni Malého Dunaje. V mlýně je expozice mlynářství.

### Pomníky
- Pomník obětem první světové války. Autorem sochy je Alojz Rigele.
- Pomník obětem druhé světové války.
- Pomník občanům odvlečených do koncentračních táborů. Je dílem sochaře Jána Reichera a stavitele Štefana Lukačoviče.

- Lodní mlýn
- Dřevěný most

## Rodáci
- Karol Hadai (1743–1834), matematik